# Pesa ATRIBO
L'ATRIBO è un autotreno a trazione Diesel prodotto dalla società polacca Pojazdy Szynowe Pesa Bydgoszcz. 
È in esercizio su alcune linee ferroviarie regionali italiane, dove è classificato ATR 220 e ATR 220 Tr, e presso le ferrovie regionali polacche, dove è classificato SA136.
Si tratta di un treno a composizione bloccata formato da due motrici all'estremità e una rimorchiata al centro. I convogli possono essere accoppiati tra loro fino ad un massimo di tre complessi.

## Storia
Nei primi anni del XXI secolo le Ferrovie del Sud Est (FSE), nell'ambito dell'ampio progetto di rinnovamento del proprio parco rotabili, ravvisarono l'esigenza di sostituire le proprie automotrici Ad della serie 31-45, ormai obsolete, per incrementare il livello qualitativo del servizio offerto. Nel giugno 2006 commissionarono pertanto alla società polacca Pesa Bydgoszcz 23 treni a composizione bloccata e a tre casse. I treni derivarono dal modello Pesa SA133, a due casse, circolante su alcune linee secondarie della Polonia.
Il primo convoglio, immatricolato come ATR 220.001, fu presentato ufficialmente il 15 luglio 2008 a Noicattaro.
Nel marzo 2009, anche la società LeNord acquisì dalla Pesa due convogli allo scopo di alleggerire il carico di lavoro delle ALn 668 in servizio lungo la ferrovia Brescia-Iseo-Edolo. L'acquisto fu agevolato da finanziamenti della provincia di Brescia e della regione Lombardia. I due autotreni furono numerati ATR 220.024 e 025. Tali convogli furono al centro di controversie sia per i costi d'acquisto sia per i ripetuti guasti. In seguito al processo di fusione di LeNord in Trenord la nuova compagnia decise di sospendere l'uso di questi treni.
Il 18 maggio 2009, la società polacca stipulò un contratto anche con la Ferrovie Emilia Romagna Srl, poi TPER, per la fornitura di otto treni che iniziarono ad essere consegnati nel mese di giugno ed entrarono in esercizio ad agosto dello stesso anno. Tali treni furono classificati ATR 220.026 ÷ 033.
L'anno seguente la società polacca fornì quattro convogli alla FSE e altri quattro alla FER in estensione al precedente accordo. Nello stesso periodo, il voivodato della Pomerania Occidentale ordinò dodici unità per impiegarle nei servizi locali. L'ultimo esemplare della commessa è stato consegnato il 14 marzo 2011.
Nell'autunno 2012, la regione Toscana deliberò un contributo di 48 milioni di euro per l'acquisto di dieci autotreni di nuova generazione ATR 220 Tr da parte di Trenitalia all'interno di un ordine che la stessa impresa ferroviaria fece all'azienda polacca per complessive quaranta unità. Dopo alcuni ricorsi al TAR e al Consiglio di Stato da parte di imprese concorrenti, il contratto, dal valore stimato di 150 milioni di Euro, tra la società italiana e il fornitore polacco venne concluso il 12 dicembre 2013.
Il 2 settembre 2014, la società polacca firmò un contratto con il voivodato della Pomerania per la fornitura di sette convogli SA 136 per impiegarli sulla Ferrovia Metropolitana Pomerana (Pomorska Kolei Metropolitalna). Le consegne iniziarono ad aprile 2015 e terminarono nella fine dello stesso anno.
Il 7 settembre 2016 l'USTIF ha sospeso l'autorizzazione alla circolazione degli ATR 220 delle Ferrovie del Sud Est per procedere ai controlli dello spessore dei bordini e all'accertamento di eventuali cretti sul telaio dei carrelli.
Nel 2017 la regione Molise ha stipulò un nuovo contratto di servizio con Trenitalia che permise l'impiego degli ATR 220 Tr sulla tratta Campobasso-Roma Termini e che consentì la fornitura di ulteriori due esemplari entro il 2020.
Nel 2019 le FSE diedero il via alla ripellicolatura dei propri ATR 220, con il passaggio dalla livrea sociale di colore rosso alla livrea DPR di Trenitalia, e inoltre, oltre alla revisione, a un restyling interno con sedute in ecopelle ed installazione del Sistema Controllo Marcia Treno (SCMT). I lavori furono effettuati alle Officine Manutenzione Ciclica (OMC) di Trenitalia di Foggia. L'unità 001 fu la prima a essere ripellicolata e fu presentata al pubblico il 7 maggio 2019 a Bari Questo processo si concluse nel maggio 2023 con la ripellicolatura, revisione e restyling dell'ultima unità 027. Nel processo di restyling furono escluse le unità 005 e 019, destinate all'uso per pezzi di ricambio per le unità circolanti.
Nel 2017 Trenitalia e Regione Sardegna stipularono un accordo quadro secondo il quale furono consegnati, a ottobre 2020, quattro dei dieci treni Swing previsti. I restanti furono consegnati tra il 13 dicembre 2020 e il 7 gennaio 2021.
Il 22 luglio 2022, il convoglio 006 di FSE s'incendiò mentre espletava un regionale Taranto-Martina Franca. L'unità fu in seguito accantonata e, prima di essere demolita, fu usata per i pezzi di ricambio.
A marzo 2024, le due unità di Trenord furono trasferite in Polonia, mentre a a dicembre 2024, nell'ottica della riapertura al servizio passeggeri della ferrovia Savigliano-Saluzzo-Cuneo, Arenaways acquistò quattro unità da Trenitalia Tper – le 034÷037 – che in seguito furono revisionate e ripellicolate con la livrea della nuova società. I treni sono entrati in servizio sulla ferrovia piemontese il 25 gennaio 2025.

### Prospetto riassuntivo
| Paese   | Immagine | Operatore                       | Anno      | Quantità | Serie      | Numerazione     | Soprannome                            |
| ------- | -------- | ------------------------------- | --------- | -------- | ---------- | --------------- | ------------------------------------- |
| Italia  |          | Ferrovie del Sud Est            | 2008-2011 | 27       | ATR 220    | 001 ÷ 027       | Swing                                 |
| Italia  |          | LeNord                          | 2009      | 2        | ATR 220    | 024 ÷ 025       |                                       |
| Italia  |          | Trenitalia Tper                 | 2009      | 8        | ATR 220    | 026 ÷ 033       |                                       |
| Italia  |          | Arenaways                       | 2009      | 4        | ATR 220    | 034 ÷ 037       | Atlas (035), Ammarì (036), ArTe (037) |
| Italia  |          | Trenitalia                      | 2014-2021 | 58       | ATR 220 Tr | 001 Tr ÷ 058 Tr | Swing                                 |
| Polonia |          | Polregio                        | 2011      | 12       | SA136      | 001 ÷ 012       |                                       |
| Polonia |          | Ferrovia Metropolitana Pomerana | 2014-2015 | 7        | SA136      | 013 ÷ 019       |                                       |

## Assegnazione rotabili
Gli ATR 220 Tr sono assegnati alle seguenti regioni: Toscana, Veneto, Marche, Abruzzo, Basilicata, Puglia, Calabria, Molise, Sardegna, tutte per conto di Trenitalia.
Gli ATR 220 standard sono assegnati invece in Puglia, per conto delle Ferrovie del Sud Est, in Emilia-Romagna per conto di Trenitalia Tper e in Piemonte per conto di Arenaways.

### Trenitalia (ATR 220 Tr)
- Toscana: i treni assegnati al Deposito Locomotive di Pisa hanno la linea Lucca-Aulla e Cecina-Volterra (quest'ultima momentaneamente sospesa dal 2020) come bacino di utilizzo principale ma anche, per questioni di turni, su linee elettrificate come la Lucca-Pisa.
- Abruzzo: i treni assegnati al Deposito Locomotive di Sulmona servono prevalentemente la linea Terni-Sulmona nella tratta Sulmona-L'Aquila. Raramente sono impiegati sulla linea Avezzano-Roccasecca.
- Marche: i treni assegnati al Deposito Locomotive di Ancona, vengono utilizzati principalmente sulla linea Civitanova Marche-Fabriano.
- Basilicata: i treni assegnati al Deposito Locomotive di Foggia sono generalmente utilizzati sulla tratta Foggia-Potenza, estendendosi occasionalmente fino a Eboli e Metaponto.
- Calabria: i treni assegnati al Deposito Locomotive di Reggio Calabria svolgono servizio, insieme alle ALn 663 e ai Blues, sulla Jonica e sulla Lamezia Terme-Catanzaro Lido.
- Molise: Fino all'inizio del 2021, il Deposito Locomotive di Benevento disponeva di un solo ATR 220 che serviva le tratte Campobasso-Roma, Caserta e Rocchetta Sant'Antonio-Lacedonia. A gennaio 2021 sono state aggiunte altre due unità.
- Sardegna: i treni assegnati al Deposito Locomotive di Cagliari sono entrati in servizio nell'ottobre 2020, sostituendo buona parte delle locomotive D.445 trainanti le carrozze MDVC/MDVE. I primi quattro ATR 220 coprivano inizialmente le tratte Cagliari-Decimomannu, Cagliari-San Gavino, Cagliari-Oristano, Cagliari-Iglesias e Cagliari-Carbonia Serbariu. Da ottobre 2023, i treni ATR 220, insieme ai Minuetto, hanno sostituito le automotrici ALn 668 e ALn 663 nelle aree con baricentri Sassari, Olbia e Chilivani, operando sulle linee Sassari-Olbia, Sassari-Porto Torres Marittima, Sassari-Chilivani, Olbia-Golfo Aranci e Macomer-Olbia. Tuttavia, possono essere utilizzati su tutta la rete ferroviaria sarda, con particolare frequenza nei giorni festivi.
- Puglia: i treni assegnati al Deposito Locomotive di Foggia, così come quelli della Basilicata, sono principalmente prolungamenti dei treni utilizzati sulla Foggia-Potenza e, saltuariamente, anche sulla Jonica nella tratta Taranto-Metaponto e sulla Battipaglia-Metaponto verso Potenza; sono inoltre utilizzati sulla Foggia-Manfredonia a seguito della dismissione delle ALn 668. Saltuariamente sono stati utilizzati in passato sulla ferrovia Taranto-Brindisi, pur essendo già elettrificata, adesso completamente sostituiti dai Pop[35].

### Trenitalia Tper (ATR 220)
Gli ATR 220 di Trenitalia Tper prestano generalmente servizio in quasi tutte le linee non elettrificate regionali di competenza Rete Ferroviaria Italiana e FER, affiancate in rari casi da ALn 663 e 668.

### Arenaways (ATR 220)
Gli ATR 220 di Arenaways prestano servizio sulla ferrovia Savigliano-Saluzzo-Cuneo.

### Ferrovie del Sud Est (ATR 220)
- Linea 1 bis Mungivacca-Putignano: su questa linea, completamente elettrificata, vengono impiegati solo in modo sporadico, affiancandosi agli ordinari ETR 322 ed ETR 104;
- Linea 1 Bari-Taranto: vengono impiegati su tutta la linea, operando su tutte e tre le relazioni attualmente in servizio: Rutigliano-Putignano, Putignano-Martina Franca e Martina Franca-Taranto. Solo per la tratta Martina Franca-Putignano è possibile l'alternanza anche con gli ETR 322 ed ETR 104, oltre agli ATR 220 stessi.
- Linea 2 Martina Franca-Lecce: vengono impiegati sulla tratta attualmente aperta e in servizio, Martina Franca-Francavilla Fontana, mentre il tratto Lecce-Francavilla Fontana è attualmente sostituito da servizi automobilistici;
- Linea 3 Novoli-Gagliano Leuca, linea 4 Casarano-Gallipoli, linea 5 Lecce-Gallipoli, linea 6 Zollino-Gagliano Leuca e linea 7 Maglie-Otranto: su queste linee, vengono impiegati in alternanza con le automotrici Ad 31-45, solitamente coprendo i primi e gli ultimi treni delle giornate feriali, in base alle esigenze operative.

## Tecnica
L'ATRIBO è un convoglio a composizione bloccata a trazione diesel, a tre elementi e a tre porte per lato. Ha una lunghezza totale di 55 metri e può raggiungere una velocità massima in esercizio regolare di 130 km/h. Nella versione dedicata per Trenitalia vi è un leggero potenziamento del motore con 8kW in più (per motore) rispetto all'originale.
L'ambiente interno è facilmente accessibile all'utenza grazie al piano di calpestio ribassato che permette anche l'incarrozzamento a raso secondo gli standard europei. Le carrozze, servite da aria condizionata, sono dotate complessivamente di 155 posti a sedere, di due spazi a disposizione dei disabili e di quattro, in alcuni casi sei, vani per le biciclette. Le ritirate sono del tipo a ciclo chiuso. Sono presenti ampi finestrini e display informativi a LED.
I convogli si distinguono esternamente per le differenti livree societarie:
- I convogli di Ferrovie del Sud Est, dal maggio 2019[36], e di Trenitalia sin dall'origine, rivestono la livrea DPR, caratterizzata dai colori giallo, blu e grigio in due tonalità, con i vestiboli verdi;

- I convogli di Trenitalia Tper rivestono la livrea di origine TPER tricolore rosso/bianco/verde;

- Lo schema di coloritura dei due treni lombardi, nel maggio 2011 entrati nel parco di Trenord, riprende la livrea LeNord, società da cui questa deriva;

- I convogli circolanti nel voivodato della Pomerania Occidentale hanno una composizione dei colori blu, bianco e giallo.

- I convogli di Arenaways rivestono la livrea della stessa, che alterna il bianco, il blu e l'arancione, con anche dell'azzurro per indicare la carrozza con spazio per passeggini e disabili, e del verde acqua per la carrozza con spazio per le biciclette.